# Kobylniki (powiat kościański)
Kobylniki – wieś w Polsce położona w województwie wielkopolskim, w powiecie kościańskim, w gminie Kościan; na południowy zachód od Kościana, w pobliżu drogi krajowej nr 5.

## Historia
Wieś ma metrykę średniowieczną i pierwotnie związana była z Wielkopolską. Istnieje co najmniej od drugiej połowy XIV wieku. Wymieniona została w 1398 w łacińskim dokumencie pod obecną nazwą Kobelnyky, 1417 Kobilniky. W okresie zaboru pruskiego wieś nazywała się Kobelnik.
Miejscowość była wsią szlachecką leżącą w dobrach Grodzisk i należącą do lokalnej szlachty wielkopolskiej z rodu Kokorzyńskich, a później Kobielnickich lub Kobylińskich, którzy od nazwy wsi przyjęli swoje odmiejscowe nazwisko, a także Kotowieckich, Skałowskich. W 1450 należała do powiatu kościańskiego Korony Królestwa Polskiego. W 1483 należała do parafii Białe Jezioro obecnie Białcz Stary.
Pierwsza wzmianka o wsi pochodzi z 1398, kiedy Opacz z Kokorzyna, Kokorzyński zapowiedział przed sądem ziemskim dziedziny Godziszewo oraz Kobylniki. W 1402 odnotowny został jego proces sądowy o pobicie z kmieciem Jędrzejem z Kobylnik, który twierdził, że Opacz go uderzył po gębie. Pozwany odpierał zarzuty zaprzeczając, że go nie uderzył, a jedynie do tego, że go wypychał ze swej roli.
W 1416 odnotowany w zapisach sądowych został Wilczek Kobielnicki, który poręczył za Jaśka Szczodrowskiego. W 1417 szlachcianka Jadwiga została pozwana przez Jakuba Kotowieckiego  z połowy dziedziny Kobylniki oraz z folwarku. W latach 1419–1423 wspomniany został Jakusz Kotowiecki, który w 1423 zapowiedział przed sądem ziemskim dziedziny Kobylniki oraz Kotusz. W 1421 toczył proces z Maciejem dziedzicem w Jeligowie, ponieważ poręczył mu za człowieka z Kobylnik. Jakusz w 1429 został wspomniany jako zmarły ojciec Macieja Kotowieckiego oraz innych dzieci.
W 1450 Czerna z Czachorowa kupiła Kobylniki za 60 grzywien od dziedziców niedzielnych Mikołaja oraz jego bratanka Jakuba Kotowieckiego. W 1459-1565 właścicielem we wsi był Bartłomiej Kobylnicki. W 1459 dziedzice Grzebieniska Piotr wraz z siostrą Katarzyną, rodzeństwo niedzielne, w asystencji stryja Sędziwoja z Ceradza Starego oraz wuja Stanisława z Niemieczkowa, zeznali, że Bartosz z Kobylnik zaspokoił ich roszczenia do mienia po matce w wysokości 170 grzywien, to jest do posagu oraz wiana, jakie ich matka Anna wyniosła z dziedziny Niemieczkowo do ich ojczystej dziedziny Grzebienisko, a potem wyniosła z Grzebieniska do dziedziny Bartłomieja Kobylniki. W 1462 Bartłomiej zapisał żonie Annie po 100 grzywien półgroszy posagu oraz wiana na połowie wsi oraz na całym sołectwie w Kobylnikach, wyłączając od tego zapisu wielki folwark położony pod Krzonem. W 1463 za 200 grzywien kupił on także od swojej siostry Jadwigi jej prawa bliższości do majątku we wsi Kobylniki jakie odziedziczył po ojcu i matce we wsi.
W 1483 Piotr Pielgrzym Kobylnicki sprzedał klasztorowi w Obrze 12 grzywien czynszu rocznego na dziedzinie Kobylniki za 150 grzywien półgroszy z zastrzeżeniem prawa wykupu, a w imieniu kmieci kobylnickich przyjęli ten czynsz Jan sołtys oraz Andrzej Lichy kmieć, zaś Piotr zobowiązał się zeznać tę sprzedaż przed starostą generalnym Wielkopolski. W 1491 Piotr Kobylnicki zapisał swojej żonie Małgorzacie po 70 grzywien posagu oraz wiana na połowie wsi. W 1517 zeznał on, że podkomorzy kaliski i starosta radziejowski Jan Leszczyński zaspokoił jego roszczenia z tytułu uprowadzenia do swojej wsi Lasocice ze wsi Kobylniki kmiecia Stefana z 8 końmi, 8 krowami, 60 owcami oraz rzeczami domowymi wartości 20 grzywien. W 1518 Kobylniki uwolnione zostały od czynszu rocznego w wysokości 8 grzywien od sumy głównej 100 grzywien na rzecz opactwa cystersów w Obrze. W 1531 Piotr Pielgrzym Kobylnicki sprzedał swoją część majątku we wsi Kobylniki odziedziczonego po ojcu oraz matce swojemu bratu Wojciechowi Kobylnickiemu.
W 1531 Wojciech Kobylnicki zapisał po 250 grzywien posagu i wiana na połowie swojej części wsi Kobylnik swojej żonie Dorocie, córce zmarłego Jana Rogalińskiego. W 1535 Jakub Kobylnicki swoją część wsi odziedziczoną po ojcu w Kobylnikach sprzedał bratu Wojciechowi Kobylnickiemu za 80 grzywien z zastrzeżeniem prawa wykupu. W 1566 po śmierci Wojciecha Kobylnickiego dzieci spokrewnionego z nim Macieja Kobylnickiego; Anna Kobylnicka oraz Jan, Wojciech, Malcher i Andrzej Kobylniccy podzielili dobra w Kobylnikach w tym m.in. sołectwo oraz dwór. W 1581 we wsi działy majątkowe posiadają Piotr i Marcin Skałowscy oraz Jan Kobyliński.
W archiwalnych zapisach odnotowano także zwykłych mieszkańców wsi. Oprócz wspomnianego w 1402 kmiecia Jędrzeja, w 1429 odnotowano ławników Hanusza i Nikiela, w 1483 kmiecia Andrzeja Lichego, w 1517 kmiecia Stefana, w 1566 kmieci Andrzeja, Walentego, Janka, Marka, Niemca oraz zagrodników Kloskę, Szymona, Żegańskiego i Krabusa.
Wieś odnotowały także historyczne rejestry podatkowe. W 1499 miejscowość figurowała w wykazie zaległości podatkowych. W 1510 odnotowano w niej 2 i 3/4 łana osiadłego przez kmieci, 3/4 łana z folwarkiem, 5 i 1/4 łana opustoszałego nie uprawianego z wyjątkiem 0,5 łana, który uprawiał jeden kmieć, a także 2 łanay należące do sołectwa, 6 zagrodników oraz karczmę. W 1530 odnotowany został pobór od 3 łanów. W 1563 pobrano podatki z 4 1/4 łana oraz jednej kwarty oraz od karczmy dorocznej i jednego wiatraka dorocznego. W 1564 wymieniono 2,5 łana Macieja Kobylnickiego. W 1581 pobór miał miejsce z części Piotra i Marcina Skałowskich; od dwóch półłanków, dwóch zagrodników. Z części należącej do Jana Kobylińskiego z 2 i 3/4 łana od 3 zagrodników, jednego półłanka opuszczonego oraz od rataja, czyli najemnego pracownika od pługa, a także od jednego wiatraka dorocznego.
W wyniku II rozbioru Rzeczypospolitej w 1793, miejscowość przeszła w posiadanie Prus i jak cała Wielkopolska znalazła się w zaborze pruskim. W okresie Wielkiego Księstwa Poznańskiego (1815-1848) miejscowość wzmiankowana jako Kobelniki należała do wsi większych w ówczesnym powiecie Kosten rejencji poznańskiej. Kobelniki należały do okręgu kościańskiego tego powiatu i stanowiły siedzibę majątku Kobelniki, który należał wówczas do Władysława Kwileckiego. Według spisu urzędowego z 1837 roku Kobelniki liczyły 181 mieszkańców, którzy zamieszkiwali 19 dymów (domostw).
Pod koniec XIX wieku liczyła 8 gospodarstw i 78 mieszkańców, wszyscy wyznania rzymskokatolickiego. W latach 1975–1998 miejscowość należała administracyjnie do województwa leszczyńskiego.
W Kobylnikach znajduje się zabytkowy dwór z końca XVIII wieku. Status zabytku mają także otaczający go park krajobrazowy z pomnikowymi drzewami oraz zabudowania towarzyszące: oficyna w stylu późnoklasycystycznym, dom ogrodnika i budynki folwarczne.
Przez wieś przebiega żółty szlak pieszy z Kościana do Śmigla.

## Zabytki
- zespół dworski i folwarczny z XVIII-XIX w.: 
  - dwór w Kobylniki (powiat kościański) nr rej.: 592/A z 26.05.1969
  - oficyna, nr rej.: 522/A z 18.02.1955 - dom ogrodnika,
  - park z aleją dojazdową, nr rej.: 980/A z 23.09.1985
  - folwark, 1525/A z 7.02.1995:  
    - spichrz
    - stajnia z wozownią
    - stodoła
    - budynek mieszkalny[10].

## Urodzeni we wsi
We wsi w 1881 urodził się Leon Drożyński – lekarz dermatolog, ppłk. Wojska Polskiego, społecznik i członek Poznańskiego Towarzystwa Przyjaciół Nauk.